# Rod Stewart/Diskografie
Diese Diskografie ist eine Übersicht über die musikalischen Werke des britischen Rocksängers Rod Stewart. Den Quellenangaben zufolge verkaufte er bisher mehr als 150 Millionen Tonträger, damit gehört er zu den erfolgreichsten Musikern aller Zeiten. Seine erfolgreichste Veröffentlichung ist die Kompilation The Best of Rod Stewart mit über 4,4 Millionen verkauften Einheiten.

## Alben

### Studioalben
| Jahr | Titel                                                                           | Höchstplatzierung, Gesamtwochen/‑monate, AuszeichnungChartplatzierungen (Jahr, Titel, Platzierungen, Wochen/Monate, Auszeichnungen, Anmerkungen) | Höchstplatzierung, Gesamtwochen/‑monate, AuszeichnungChartplatzierungen (Jahr, Titel, Platzierungen, Wochen/Monate, Auszeichnungen, Anmerkungen) | Höchstplatzierung, Gesamtwochen/‑monate, AuszeichnungChartplatzierungen (Jahr, Titel, Platzierungen, Wochen/Monate, Auszeichnungen, Anmerkungen) | Höchstplatzierung, Gesamtwochen/‑monate, AuszeichnungChartplatzierungen (Jahr, Titel, Platzierungen, Wochen/Monate, Auszeichnungen, Anmerkungen) | Höchstplatzierung, Gesamtwochen/‑monate, AuszeichnungChartplatzierungen (Jahr, Titel, Platzierungen, Wochen/Monate, Auszeichnungen, Anmerkungen) | Anmerkungen                                                                                        |
| Jahr | Titel                                                                           | DE | AT | CH | UK | US | Anmerkungen                                                                                        |
| ---- | ------------------------------------------------------------------------------- | --- | --- | --- | --- | --- | -------------------------------------------------------------------------------------------------- |
| 1969 | An Old Raincoat Won’t Ever Let You Down auch bekannt als: The Rod Stewart Album | — | — | — | — | US139 (27 Wo.)US | Erstveröffentlichung: November 1969                                                                |
| 1970 | Gasoline Alley                                                                  | — | — | — | UK62 (1 Wo.)UK | US27 (57 Wo.)US | Erstveröffentlichung: Juni 1970                                                                    |
| 1971 | Every Picture Tells a Story                                                     | DE23 (3 Mt.)DE | — | — | UK1 Gold · (81 Wo.)UK | US1 Platin · (52 Wo.)US | Erstveröffentlichung: Mai 1971 Verkäufe: + 1.120.000 Nummer 127 der Rolling-Stone-500              |
| 1972 | Never a Dull Moment                                                             | DE37 (3 Mt.)DE | — | — | UK1 (36 Wo.)UK | US2 Gold · (36 Wo.)US | Erstveröffentlichung: 21. Juli 1972 Verkäufe: + 1.512.500                                          |
| 1974 | Smiler                                                                          | — | — | — | UK1 Gold · (20 Wo.)UK | US13 (14 Wo.)US | Erstveröffentlichung: 4. Oktober 1974 Verkäufe: + 100.000                                          |
| 1975 | Atlantic Crossing                                                               | DE11 Gold · (7 Mt.)DE | — | — | UK1 Platin · (90 Wo.)UK | US9 Gold · (29 Wo.)US | Erstveröffentlichung: 15. August 1975 Verkäufe: + 1.410.000                                        |
| 1976 | A Night on the Town                                                             | DE29 (7 Mt.)DE | — | — | UK1 Platin · (47 Wo.)UK | US2 ×2Doppelplatin · (57 Wo.)US | Erstveröffentlichung: 18. Juni 1976 Verkäufe: + 2.970.000                                          |
| 1977 | Foot Loose and Fancy Free                                                       | DE34 (1 Mt.)DE | — | — | UK3 Platin · (26 Wo.)UK | US2 ×3Dreifachplatin · (47 Wo.)US | Erstveröffentlichung: 4. November 1977 Verkäufe: + 4.020.000                                       |
| 1978 | Blondes Have More Fun                                                           | DE9 Gold · (23 Wo.)DE | AT10 (3 Mt.)AT | — | UK3 Platin · (31 Wo.)UK | US1 ×3Dreifachplatin · (37 Wo.)US | Erstveröffentlichung: 24. November 1978 Verkäufe: + 3.930.000                                      |
| 1980 | Foolish Behaviour                                                               | DE23 (20 Wo.)DE | AT14 (2½ Mt.)AT | — | UK4 Platin · (13 Wo.)UK | US12 Platin · (21 Wo.)US | Erstveröffentlichung: 21. November 1980 Verkäufe: + 1.520.000                                      |
| 1981 | Tonight I’m Yours                                                               | DE42 (6 Wo.)DE | — | — | UK8 Gold · (21 Wo.)UK | US11 Platin · (31 Wo.)US | Erstveröffentlichung: 6. November 1981 Verkäufe: + 1.370.000                                       |
| 1983 | Body Wishes                                                                     | DE2 Platin · (35 Wo.)DE | AT7 (4 Mt.)AT | CH7 (6 Wo.)CH | UK5 Gold · (27 Wo.)UK | US30 (22 Wo.)US | Erstveröffentlichung: 10. Juni 1983 Verkäufe: + 850.000                                            |
| 1984 | Camouflage                                                                      | DE6 (19 Wo.)DE | AT5 (3½ Mt.)AT | CH7 (13 Wo.)CH | UK8 Silber · (17 Wo.)UK | US18 Gold · (35 Wo.)US | Erstveröffentlichung: 18. Juni 1984 Verkäufe: + 610.000                                            |
| 1986 | Every Beat of My Heart auch bekannt als: Rod Stewart                            | DE4 Gold · (26 Wo.)DE | AT2 Gold · (7½ Mt.)AT | CH5 Gold · (20 Wo.)CH | UK5 Gold · (17 Wo.)UK | US28 (19 Wo.)US | Erstveröffentlichung: 23. Juni 1986 Verkäufe: + 500.000                                            |
| 1988 | Out of Order                                                                    | DE6 (21 Wo.)DE | AT10 (2 Mt.)AT | CH7 (10 Wo.)CH | UK11 Gold · (8 Wo.)UK | US20 ×2Doppelplatin · (72 Wo.)US | Erstveröffentlichung: 23. Mai 1988 Verkäufe: + 2.810.000                                           |
| 1991 | Vagabond Heart                                                                  | DE3 Platin · (39 Wo.)DE | AT5 Gold · (23 Wo.)AT | CH2 Platin · (31 Wo.)CH | UK2 Platin · (27 Wo.)UK | US10 Platin · (81 Wo.)US | Erstveröffentlichung: 25. März 1991 Verkäufe: + 2.700.000                                          |
| 1995 | A Spanner in the Works                                                          | DE9 (16 Wo.)DE | AT13 (9 Wo.)AT | CH15 (12 Wo.)CH | UK4 Gold · (13 Wo.)UK | US35 Gold · (16 Wo.)US | Erstveröffentlichung: 29. Mai 1995 Verkäufe: + 807.500                                             |
| 1998 | When We Were the New Boys                                                       | DE16 (12 Wo.)DE | AT14 (12 Wo.)AT | — | UK2 Gold · (13 Wo.)UK | US44 (14 Wo.)US | Erstveröffentlichung: 28. Mai 1998 Verkäufe: + 100.000                                             |
| 2001 | Human                                                                           | DE9 (7 Wo.)DE | AT19 (6 Wo.)AT | CH36 (6 Wo.)CH | UK9 Gold · (9 Wo.)UK | US50 (8 Wo.)US | Erstveröffentlichung: 12. März 2001 Verkäufe: + 100.000                                            |
| 2002 | It Had to Be You… The Great American Songbook                                   | DE26 (15 Wo.)DE | AT41 (10 Wo.)AT | CH81 (2 Wo.)CH | UK8 ×2Doppelplatin · (29 Wo.)UK | US4 ×3Dreifachplatin · (86 Wo.)US | Erstveröffentlichung: 22. Oktober 2002 Verkäufe: + 4.352.500                                       |
| 2003 | As Time Goes By… The Great American Songbook Vol. II                            | DE46 (4 Wo.)DE | — | CH79 (1 Wo.)CH | UK4 ×2Doppelplatin · (19 Wo.)UK | US2 ×2Doppelplatin · (64 Wo.)US | Erstveröffentlichung: 14. Oktober 2003 Verkäufe: + 3.252.500                                       |
| 2004 | Stardust… The Great American Songbook Vol. III                                  | — | — | — | UK3 Platin · (21 Wo.)UK | US1 Platin · (34 Wo.)US | Erstveröffentlichung: 19. Oktober 2004 Grammy (bestes Album Traditional Pop) Verkäufe: + 1.522.500 |
| 2005 | Thanks for the Memory… The Great American Songbook Vol. IV                      | DE59 (3 Wo.)DE | — | — | UK3 Platin · (12 Wo.)UK | US2 Platin · (24 Wo.)US | Erstveröffentlichung: 18. Oktober 2005 Verkäufe: + 1.560.000                                       |
| 2006 | Still the Same… Great Rock Classics of Our Time                                 | DE8 (9 Wo.)DE | AT11 (7 Wo.)AT | CH19 (8 Wo.)CH | UK4 Platin · (12 Wo.)UK | US1 Gold · (21 Wo.)US | Erstveröffentlichung: 10. Oktober 2006 Verkäufe: + 1.273.000                                       |
| 2009 | Soulbook                                                                        | DE33 (3 Wo.)DE | AT37 (5 Wo.)AT | CH46 (3 Wo.)CH | UK9 ×2Doppelplatin · (23 Wo.)UK | US4 (16 Wo.)US | Erstveröffentlichung: 17. Oktober 2009 Verkäufe: + 808.500                                         |
| 2010 | Fly Me to the Moon… The Great American Songbook Vol. V                          | DE25 (3 Wo.)DE | AT42 (1 Wo.)AT | CH52 (2 Wo.)CH | UK5 Gold · (12 Wo.)UK | US3 (17 Wo.)US | Erstveröffentlichung: 19. Oktober 2010 Verkäufe: + 215.000                                         |
| 2012 | Merry Christmas, Baby                                                           | DE22 (5 Wo.)DE | AT5 (4 Wo.)AT | CH45 (4 Wo.)CH | UK2 ×2Doppelplatin · (28 Wo.)UK | US3 Platin · (18 Wo.)US | Erstveröffentlichung: 30. Oktober 2012 Verkäufe: + 2.071.000                                       |
| 2013 | Time                                                                            | DE4 (6 Wo.)DE | AT7 (4 Wo.)AT | CH12 (5 Wo.)CH | UK1 ×2Doppelplatin · (42 Wo.)UK | US7 (8 Wo.)US | Erstveröffentlichung: 3. Mai 2013 Verkäufe: + 640.000                                              |
| 2015 | Another Country                                                                 | DE7 (9 Wo.)DE | AT14 (3 Wo.)AT | CH19 (5 Wo.)CH | UK2 Platin · (22 Wo.)UK | US20 (3 Wo.)US | Erstveröffentlichung: 23. Oktober 2015 Verkäufe: + 300.000                                         |
| 2018 | Blood Red Roses                                                                 | DE12 (4 Wo.)DE | AT18 (2 Wo.)AT | CH18 (2 Wo.)CH | UK1 Gold · (16 Wo.)UK | US62 (1 Wo.)US | Erstveröffentlichung: 28. September 2018 Verkäufe: + 100.000                                       |
| 2021 | The Tears of Hercules                                                           | DE17 (4 Wo.)DE | AT23 (1 Wo.)AT | CH27 (3 Wo.)CH | UK5 Silber · (7 Wo.)UK | — | Erstveröffentlichung: 12. November 2021 Verkäufe: + 60.000                                         |

grau schraffiert: keine Chartdaten aus diesem Jahr verfügbar

### Gemeinschaftsalben
| Jahr | Titel       | Höchstplatzierung, Gesamtwochen, AuszeichnungChartplatzierungen (Jahr, Titel, Platzierungen, Wochen, Auszeichnungen, Anmerkungen) | Höchstplatzierung, Gesamtwochen, AuszeichnungChartplatzierungen (Jahr, Titel, Platzierungen, Wochen, Auszeichnungen, Anmerkungen) | Höchstplatzierung, Gesamtwochen, AuszeichnungChartplatzierungen (Jahr, Titel, Platzierungen, Wochen, Auszeichnungen, Anmerkungen) | Höchstplatzierung, Gesamtwochen, AuszeichnungChartplatzierungen (Jahr, Titel, Platzierungen, Wochen, Auszeichnungen, Anmerkungen) | Höchstplatzierung, Gesamtwochen, AuszeichnungChartplatzierungen (Jahr, Titel, Platzierungen, Wochen, Auszeichnungen, Anmerkungen) | Anmerkungen                                                                  |
| Jahr | Titel       | DE | AT | CH | UK | US | Anmerkungen                                                                  |
| ---- | ----------- | --- | --- | --- | --- | --- | ---------------------------------------------------------------------------- |
| 2024 | Swing Fever | DE4 (2 Wo.)DE | AT4 (5 Wo.)AT | CH5 (4 Wo.)CH | UK1 Silber · (5 Wo.)UK | — | Erstveröffentlichung: 23. Februar 2024 Verkäufe: + 60.000; mit Jools Holland |

### Livealben
| Jahr | Titel                                                            | Höchstplatzierung, Gesamtwochen/‑monate, AuszeichnungChartplatzierungen (Jahr, Titel, Platzierungen, Wochen/Monate, Auszeichnungen, Anmerkungen) | Höchstplatzierung, Gesamtwochen/‑monate, AuszeichnungChartplatzierungen (Jahr, Titel, Platzierungen, Wochen/Monate, Auszeichnungen, Anmerkungen) | Höchstplatzierung, Gesamtwochen/‑monate, AuszeichnungChartplatzierungen (Jahr, Titel, Platzierungen, Wochen/Monate, Auszeichnungen, Anmerkungen) | Höchstplatzierung, Gesamtwochen/‑monate, AuszeichnungChartplatzierungen (Jahr, Titel, Platzierungen, Wochen/Monate, Auszeichnungen, Anmerkungen) | Höchstplatzierung, Gesamtwochen/‑monate, AuszeichnungChartplatzierungen (Jahr, Titel, Platzierungen, Wochen/Monate, Auszeichnungen, Anmerkungen) | Anmerkungen                                                |
| Jahr | Titel                                                            | DE | AT | CH | UK | US | Anmerkungen                                                |
| ---- | ---------------------------------------------------------------- | --- | --- | --- | --- | --- | ---------------------------------------------------------- |
| 1974 | Coast to Coast Overture and Beginners – Rod Stewart / Faces Live | — | — | — | UK3 Silber · (7 Wo.)UK | US63 (11 Wo.)US | Erstveröffentlichung: 10. Januar 1974 mit The Faces        |
| 1982 | Absolutely Live                                                  | DE33 (17 Wo.)DE | AT19 (½ Mt.)AT | — | UK35 (5 Wo.)UK | US46 Gold · (13 Wo.)US | Erstveröffentlichung: 6. November 1982 Verkäufe: + 500.000 |
| 1993 | Unplugged… and Seated                                            | DE15 Gold · (25 Wo.)DE | AT7 (16 Wo.)AT | CH16 (15 Wo.)CH | UK2 Platin · (31 Wo.)UK | US2 ×3Dreifachplatin · (63 Wo.)US | Erstveröffentlichung: 24. Mai 1993 Verkäufe: + 4.007.500   |
| 2014 | Live 1976–1998 – Tonight’s the Night                             | DE72 (1 Wo.)DE | — | — | UK82 (1 Wo.)UK | — | Erstveröffentlichung: März 2014                            |

grau schraffiert: keine Chartdaten aus diesem Jahr verfügbar

### Kompilationen
| Jahr | Titel                                                                 | Höchstplatzierung, Gesamtwochen/‑monate, AuszeichnungChartplatzierungen (Jahr, Titel, Platzierungen, Wochen/Monate, Auszeichnungen, Anmerkungen) | Höchstplatzierung, Gesamtwochen/‑monate, AuszeichnungChartplatzierungen (Jahr, Titel, Platzierungen, Wochen/Monate, Auszeichnungen, Anmerkungen) | Höchstplatzierung, Gesamtwochen/‑monate, AuszeichnungChartplatzierungen (Jahr, Titel, Platzierungen, Wochen/Monate, Auszeichnungen, Anmerkungen) | Höchstplatzierung, Gesamtwochen/‑monate, AuszeichnungChartplatzierungen (Jahr, Titel, Platzierungen, Wochen/Monate, Auszeichnungen, Anmerkungen) | Höchstplatzierung, Gesamtwochen/‑monate, AuszeichnungChartplatzierungen (Jahr, Titel, Platzierungen, Wochen/Monate, Auszeichnungen, Anmerkungen) | Anmerkungen                                                                                  |
| Jahr | Titel                                                                 | DE | AT | CH | UK | US | Anmerkungen                                                                                  |
| ---- | --------------------------------------------------------------------- | --- | --- | --- | --- | --- | -------------------------------------------------------------------------------------------- |
| 1973 | Sing It Again Rod                                                     | — | — | — | UK1 Gold · (30 Wo.)UK | US31 Gold · (25 Wo.)US | Erstveröffentlichung: August 1973 Verkäufe: + 610.000                                        |
| 1976 | The Best of Rod Stewart                                               | — | — | — | UK18 Gold · (22 Wo.)UK | US90 Gold · (26 Wo.)US | Erstveröffentlichung: April 1976 Verkäufe: + 650.000                                         |
| 1979 | Greatest Hits, Vol. 1                                                 | DE— GoldDE | AT17 Gold · (1 Mt.)AT | CH— GoldCH | UK1 Platin · (74 Wo.)UK | US22 ×3Dreifachplatin · (19 Wo.)US | Erstveröffentlichung: Oktober 1979 Verkäufe: + 4.120.000                                     |
| 1989 | The Best of Rod Stewart                                               | DE6 ×2Doppelplatin · (38 Wo.)DE | AT12 Gold · (21 Wo.)AT | CH25 Platin · (6 Wo.)CH | UK3 ×8Achtfachplatin · (167 Wo.)UK | — | Erstveröffentlichung: 10. November 1989 Verkäufe: + 4.585.623                                |
| 1990 | Downtown Train: Selections from the Storyteller Anthology             | — | — | — | — | US20 ×2Doppelplatin · (27 Wo.)US | Erstveröffentlichung: März 1990 Verkäufe: + 2.200.000                                        |
| 1993 | Lead Vocalist                                                         | DE14 (19 Wo.)DE | AT7 (15 Wo.)AT | CH13 (11 Wo.)CH | UK3 Gold · (9 Wo.)UK | — | Erstveröffentlichung: Februar 1993 Verkäufe: + 100.000                                       |
| 1996 | If We Fall in Love Tonight                                            | DE24 (16 Wo.)DE | AT5 Gold · (16 Wo.)AT | CH27 (7 Wo.)CH | UK8 ×2Doppelplatin · (32 Wo.)UK | US19 Platin · (41 Wo.)US | Erstveröffentlichung: November 1996 Verkäufe: + 2.235.000                                    |
| 2001 | The Story so Far – Very Best of Rod Stewart                           | DE18 Platin · (16 Wo.)DE | AT35 (11 Wo.)AT | CH69 (3 Wo.)CH | UK7 ×4Vierfachplatin · (96 Wo.)UK | US40 Platin · (49 Wo.)US | Erstveröffentlichung: November 2001 Verkäufe: + 3.390.000                                    |
| 2003 | Encore: The Very Best of Rod Stewart Vol. 2                           | — | — | — | — | US66 (5 Wo.)US | Erstveröffentlichung: August 2003                                                            |
| 2003 | Changing Faces – The Very Best of Rod Stewart and The Faces           | — | — | — | UK13 Gold · (11 Wo.)UK | — | Erstveröffentlichung: Oktober 2003 mit The Faces Verkäufe: + 100.000                         |
| 2007 | The Seventies Collection                                              | — | — | — | UK20 (3 Wo.)UK | — | Erstveröffentlichung: Juni 2007                                                              |
| 2008 | Some Guys Have All the Luck – The Definitive Rod Stewart              | DE33 (12 Wo.)DE | — | CH97 (1 Wo.)CH | UK19 ×3Dreifachplatin · (131 Wo.)UK | US21 (21 Wo.)US | Erstveröffentlichung: November 2008 Verkäufe: + 950.000                                      |
| 2011 | The Best of… The Great American Songbook                              | — | — | — | UK42 Silber · (8 Wo.)UK | US49 (4 Wo.)US | Erstveröffentlichung: Februar 2011                                                           |
| 2013 | Rarities                                                              | — | — | — | UK35 (1 Wo.)UK | — | Erstveröffentlichung: August 2013                                                            |
| 2018 | Handbags & Gladrags: The Essential                                    | — | — | — | UK39 (3 Wo.)UK | — | Erstveröffentlichung: 27. April 2018                                                         |
| 2019 | You’re in My Heart: Rod Stewart with the Royal Philharmonic Orchestra | DE23 (6 Wo.)DE | AT44 (1 Wo.)AT | CH48 (1 Wo.)CH | UK1 Platin · (18 Wo.)UK | — | Erstveröffentlichung: 22. November 2019 Verkäufe: + 300.000 mit Royal Philharmonic Orchestra |
| 2025 | Ultimate Hits                                                         | DE44 (1 Wo.)DE | AT51 (1 Wo.)AT | CH39 (1 Wo.)CH | UK5 (2 Wo.)UK | — | Erstveröffentlichung: 27. Juni 2025                                                          |

grau schraffiert: keine Chartdaten aus diesem Jahr verfügbar
Weitere Kompilationen
- 1976: The Best of Rod Stewart Vol. 2
- 1990: Bright Lights, Big City
- 1992: The Mercury Anthology
- 1998: Maggie May – The Classic Years (UK: Gold)
- 1999: Reason to Believe (UK: Gold)
- 2005: Gold
- 2006: The Very Best of (UK: Gold)
- 2010: Once in a Blue Moon: The Lost Album

## Singles

### Als Leadmusiker
| Jahr | Titel Album | Höchstplatzierung, Gesamtwochen/‑monate, AuszeichnungChartplatzierungen (Jahr, Titel, Album, Platzierungen, Wochen/Monate, Auszeichnungen, Anmerkungen) | Höchstplatzierung, Gesamtwochen/‑monate, AuszeichnungChartplatzierungen (Jahr, Titel, Album, Platzierungen, Wochen/Monate, Auszeichnungen, Anmerkungen) | Höchstplatzierung, Gesamtwochen/‑monate, AuszeichnungChartplatzierungen (Jahr, Titel, Album, Platzierungen, Wochen/Monate, Auszeichnungen, Anmerkungen) | Höchstplatzierung, Gesamtwochen/‑monate, AuszeichnungChartplatzierungen (Jahr, Titel, Album, Platzierungen, Wochen/Monate, Auszeichnungen, Anmerkungen) | Höchstplatzierung, Gesamtwochen/‑monate, AuszeichnungChartplatzierungen (Jahr, Titel, Album, Platzierungen, Wochen/Monate, Auszeichnungen, Anmerkungen) | Höchstplatzierung, Gesamtwochen/‑monate, AuszeichnungChartplatzierungen (Jahr, Titel, Album, Platzierungen, Wochen/Monate, Auszeichnungen, Anmerkungen) | Anmerkungen | [↑]: gemeinsam behandelt mit vorhergehendem Eintrag; [←]: in beiden Charts platziert |
| Jahr | Titel Album | DE | AT | CH | UK | US | A. C. | Anmerkungen |                                                                                      |
| --- | --- | --- | --- | --- | --- | --- | --- | --- | ------------------------------------------------------------------------------------ |
| 1971 | Reason to Believe Every Picture Tells a Story | DE79 (4 Wo.)DE | — | — | UK1 Silber (Reason to Believe) + Platin (Maggie May) · (30 Wo.)UK                                                                                       | US1 ×2Doppelplatin · (41 Wo.)US | A. C.2 (26 Wo.)A. C. | Erstveröffentlichung: Juli 1971 Nummer 130 der Rolling-Stone-500 Gastmusiker: Ron Wood (Gitarre), Pete Sears (Klavier) |                                                                                      |
| 1971 | Maggie May Every Picture Tells a Story | DE11 (17 Wo.)DE | — | CH5 (11 Wo.)CH[UK: ↑][US: ↑] | UK1 Silber (Reason to Believe) + Platin (Maggie May) · (30 Wo.)UK                                                                                       | US1 ×2Doppelplatin · (41 Wo.)US | — | Erstveröffentlichung: August 1971                                                                                      |                                                                                      |
| 1971 | (I Know) I’m Losing You Every Picture Tells a Story | DE41 (1 Wo.)DE | — | — | — | US24 (9 Wo.)US | — | Erstveröffentlichung: November 1971 mit The Faces                                                                      |                                                                                      |
| 1972 | Handbags and Gladrags An Old Raincoat Won’t Ever Let You Down | — | — | — | — | US42 (6 Wo.)US | — | Erstveröffentlichung: Januar 1972                                                                                      |                                                                                      |
| 1972 | You Wear It Well Never a Dull Moment | DE35 (3 Wo.)DE | — | — | UK1 (12 Wo.)UK | US13 (10 Wo.)US | — | Erstveröffentlichung: Juli 1972                                                                                        |                                                                                      |
| 1972 | Angel / What Made Milwaukee Famous (Has Made a Loser out of Me) Never a Dull Moment                                                                                     | — | — | — | UK4 (11 Wo.)UK | US40 (7 Wo.)US | — | Erstveröffentlichung: November 1972 Original und Autor: Jimi Hendrix (1971)                                            |                                                                                      |
| 1973 | Oh! No Not My Baby – | — | — | — | UK6 (9 Wo.)UK | US59 (8 Wo.)US | — | Erstveröffentlichung: August 1973                                                                                      |                                                                                      |
| 1973 | Twisting the Night Away Never a Dull Moment | — | — | — | — | US59 (11 Wo.)US | — | Erstveröffentlichung: August 1973 Original und Autor: Sam Cooke (1962)                                                 |                                                                                      |
| 1974 | Farewell / Bring It On Home to Me / You Send Me Smiler | — | — | — | UK7 (7 Wo.)UK | — | — | Erstveröffentlichung: September 1974                                                                                   |                                                                                      |
| 1974 | You Can Make Me Dance, Sing or Anything (Even Take the Dog for a Walk, Mend a Fuse, Fold Away the Ironing Board, or Any Other Domestic Shortcomings) Snakes and Ladders | — | — | — | UK12 (9 Wo.)UK | — | — | Erstveröffentlichung: November 1974 mit The Faces                                                                      |                                                                                      |
| 1974 | Mine for Me Smiler | — | — | — | — | US91 (2 Wo.)US | — | Erstveröffentlichung: Dezember 1974 Autor: Paul McCartney                                                              |                                                                                      |
| 1975 | Sailing Atlantic Crossing | DE4 (28 Wo.)DE | AT7 (8 Mt.)AT | CH2 (18 Wo.)CH | UK1 Gold · (33 Wo.)UK | US58 (7 Wo.)US | — | Erstveröffentlichung: August 1975 Original: Sutherland Brothers (1972)                                                 |                                                                                      |
| 1975 | This Old Heart of Mine Atlantic Crossing | DE41 (1 Wo.)DE | — | — | UK4 (9 Wo.)UK | US83 (4 Wo.)US | — | Erstveröffentlichung: November 1975 Original: The Isley Brothers (1966)                                                |                                                                                      |
| 1976 | Tonight’s the Night (Gonna Be Alright) A Night on the Town | DE26 (8 Wo.)DE | — | — | UK5 (9 Wo.)UK | US1 Gold · (23 Wo.)US | A. C.42 (5 Wo.)A. C. | Erstveröffentlichung: Mai 1976 Mitwirkende: Britt Ekland                                                               |                                                                                      |
| 1976 | The Killing of Georgie (Part I and II) A Night on the Town | DE36 (6 Wo.)DE | — | — | UK2 (10 Wo.)UK | US30 (10 Wo.)US | — | Erstveröffentlichung: August 1976                                                                                      |                                                                                      |
| 1976 | Get Back – | DE39 (4 Wo.)DE | — | — | UK11 (9 Wo.)UK | — | — | Erstveröffentlichung: November 1976 Original: The Beatles (1969)                                                       |                                                                                      |
| 1977 | I Don’t Want to Talk About It Atlantic Crossing | DE44 (4 Wo.)DE | — | — | UK1 Silber (Physisch) + Silber (Digital) · (13 Wo.)UK                                                                                                   | US46 (11 Wo.)US | A. C.2 (26 Wo.)A. C. | Erstveröffentlichung: Januar 1977 in US erst 1979 in den Charts                                                        |                                                                                      |
| 1977 | The First Cut Is the Deepest A Night on the Town | — | — | —[UK: ↑] | UK1 Silber (Physisch) + Silber (Digital) · (13 Wo.)UK                                                                                                   | US21 (12 Wo.)US | A. C.43 (5 Wo.)A. C. | Erstveröffentlichung: April 1977 Original: P. P. Arnold; Autor: Cat Stevens (1976)                                     |                                                                                      |
| 1977 | You’re in My Heart (The Final Acclaim) Foot Loose & Fancy Free | — | — | — | UK3 Silber · (10 Wo.)UK | US4 Gold · (22 Wo.)US | A. C.17 (14 Wo.)A. C. | Erstveröffentlichung: Oktober 1977                                                                                     |                                                                                      |
| 1978 | Hot Legs Foot Loose & Fancy Free | DE34 (8 Wo.)DE | — | — | UK5 Silber · (8 Wo.)UK | US28 (11 Wo.)US | — | Erstveröffentlichung: Januar 1978                                                                                      |                                                                                      |
| 1978 | I Was Only Joking Foot Loose & Fancy Free | — | — | —[UK: ↑] | UK5 Silber · (8 Wo.)UK | US22 (12 Wo.)US | A. C.31 (10 Wo.)A. C. | Erstveröffentlichung: April 1978                                                                                       |                                                                                      |
| 1978 | Ole Ola (Mulher Brasileira) – | — | — | — | UK4 (6 Wo.)UK | — | — | Erstveröffentlichung: Mai 1978 mit The Scottish World Cup Football Squad                                               |                                                                                      |
| 1978 | Da Ya Think I’m Sexy? Blondes Have More Fun | DE9 (22 Wo.)DE | AT8 (5 Mt.)AT | CH8 (8 Wo.)CH | UK1 Gold · (13 Wo.)UK | US1 Platin · (21 Wo.)US | — | Erstveröffentlichung: 17. November 1978 Nummer 301 der Rolling-Stone-500                                               |                                                                                      |
| 1979 | Ain’t Love a Bitch Blondes Have More Fun | — | — | — | UK11 Silber · (8 Wo.)UK | US22 (12 Wo.)US | — | Erstveröffentlichung: Januar 1979                                                                                      |                                                                                      |
| 1979 | Blondes (Have More Fun) Blondes Have More Fun | — | — | — | UK63 (3 Wo.)UK | — | — | Erstveröffentlichung: April 1979                                                                                       |                                                                                      |
| 1980 | (If Loving You Is Wrong) I Don’t Want to Be Right Foot Loose & Fancy Free                                                                                               | — | — | — | UK23 (9 Wo.)UK | — | — | Erstveröffentlichung: Mai 1980 Original: Luther Ingram (1972)                                                          |                                                                                      |
| 1980 | Passion Foolish Behaviour | DE13 (21 Wo.)DE | AT14 (1½ Mt.)AT | CH4 (10 Wo.)CH | UK17 (10 Wo.)UK | US5 (20 Wo.)US | — | Erstveröffentlichung: Oktober 1980                                                                                     |                                                                                      |
| 1980 | My Girl Foolish Behaviour | — | — | — | UK32 (7 Wo.)UK | — | — | Erstveröffentlichung: Dezember 1980                                                                                    |                                                                                      |
| 1981 | Somebody Special Foolish Behaviour | — | — | — | — | US71 (5 Wo.)US | — | Erstveröffentlichung: März 1981                                                                                        |                                                                                      |
| 1981 | Oh God, I Wish I Was Home Tonight Foolish Behaviour | DE74 (1 Wo.)DE | — | — | — | — | — | Erstveröffentlichung: März 1981                                                                                        |                                                                                      |
| 1981 | Tonight I’m Yours (Don’t Hurt Me) Tonight I’m Yours | DE50 (14 Wo.)DE | — | CH9 (5 Wo.)CH | UK8 (13 Wo.)UK | US20 (14 Wo.)US | — | Erstveröffentlichung: Oktober 1981                                                                                     |                                                                                      |
| 1981 | Young Turks Tonight I’m Yours | DE30 (21 Wo.)DE | — | — | UK11 (9 Wo.)UK | US5 (19 Wo.)US | — | Erstveröffentlichung: Oktober 1981                                                                                     |                                                                                      |
| 1982 | How Long? Tonight I’m Yours | — | — | — | UK41 (4 Wo.)UK | US49 (9 Wo.)US | — | Erstveröffentlichung: Februar 1982                                                                                     |                                                                                      |
| 1983 | Baby Jane Body Wishes | DE1 Gold · (21 Wo.)DE | AT3 (3 Mt.)AT | CH2 (11 Wo.)CH | UK1 Gold · (14 Wo.)UK | US14 (14 Wo.)US | — | Erstveröffentlichung: Mai 1983                                                                                         |                                                                                      |
| 1983 | What Am I Gonna Do (I’m So In Love with You) Body Wishes | DE9 (13 Wo.)DE | AT11 (2½ Mt.)AT | CH3 (10 Wo.)CH | UK3 (8 Wo.)UK | US35 (12 Wo.)US | — | Erstveröffentlichung: August 1983                                                                                      |                                                                                      |
| 1983 | Sweet Surrender Body Wishes | DE42 (8 Wo.)DE | — | CH21 (5 Wo.)CH | UK23 (9 Wo.)UK | — | — | Erstveröffentlichung: November 1983                                                                                    |                                                                                      |
| 1984 | Infatuation Camouflage | DE27 (11 Wo.)DE | — | CH16 (6 Wo.)CH | UK27 (9 Wo.)UK | US6 (18 Wo.)US | — | Erstveröffentlichung: Mai 1984 Gastmusiker: Jeff Beck                                                                  |                                                                                      |
| 1984 | Some Guys Have All the Luck Camouflage | DE58 (5 Wo.)DE | — | — | UK15 (10 Wo.)UK | US10 (17 Wo.)US | A. C.32 (8 Wo.)A. C. | Erstveröffentlichung: Juli 1984 Original: Robert Palmer (1981)                                                         |                                                                                      |
| 1984 | All Right Now Camouflage | — | — | — | — | US72 (6 Wo.)US | — | Erstveröffentlichung: Dezember 1984 Original: Free (1970)                                                              |                                                                                      |
| 1984 | Trouble Camouflage | — | — | — | UK95 (1 Wo.)UK | — | — | Erstveröffentlichung: Dezember 1984                                                                                    |                                                                                      |
| 1986 | Love Touch Every Beat of My Heart | DE14 (14 Wo.)DE | AT12 (3½ Mt.)AT | CH13 (8 Wo.)CH | UK27 (8 Wo.)UK | US6 (18 Wo.)US | A. C.5 (16 Wo.)A. C. | Erstveröffentlichung: Mai 1986                                                                                         |                                                                                      |
| 1986 | Every Beat of My Heart | DE14 (16 Wo.)DE | AT6 (4 Mt.)AT | CH11 (12 Wo.)CH | UK2 Silber · (9 Wo.)UK | US83 (6 Wo.)US | — | Erstveröffentlichung: Juli 1986                                                                                        |                                                                                      |
| 1986 | Another Heartache Every Beat of My Heart | — | — | — | UK54 (2 Wo.)UK | US52 (9 Wo.)US | — | Erstveröffentlichung: August 1986 Mitautor: Bryan Adams                                                                |                                                                                      |
| 1986 | In My Life Every Beat of My Heart | — | — | — | UK80 (3 Wo.)UK | — | — | Erstveröffentlichung: Dezember 1986 Original: The Beatles (1965)                                                       |                                                                                      |
| 1988 | Lost in You Out of Order | DE25 (14 Wo.)DE | — | CH30 (1 Wo.)CH | UK21 (6 Wo.)UK | US12 (18 Wo.)US | — | Erstveröffentlichung: April 1988 Gastmusiker: Andy Taylor (Gitarre)                                                    |                                                                                      |
| 1988 | Forever Young Out of Order | — | — | — | UK55 (9 Wo.)UK | US12 (24 Wo.)US | A. C.3 (24 Wo.)A. C. | Erstveröffentlichung: Juli 1988 Gastmusiker: Andy Taylor (Gitarre)                                                     |                                                                                      |
| 1988 | My Heart Can’t Tell You No Out of Order | — | — | — | UK49 (6 Wo.)UK | US4 (25 Wo.)US | A. C.3 (26 Wo.)A. C. | Erstveröffentlichung: November 1988                                                                                    |                                                                                      |
| 1989 | Crazy About Her Out of Order | DE60 (9 Wo.)DE | — | — | — | US11 (17 Wo.)US | A. C.1 (… Wo.)A. C. | Erstveröffentlichung: April 1989                                                                                       |                                                                                      |
| 1989 | This Old Heart of Mine Storyteller | DE51 (18 Wo.)DE | — | — | UK51 (4 Wo.)UK | US10 (16 Wo.)US | A. C.1 (24 Wo.)A. C. | Erstveröffentlichung: Oktober 1989 mit Ronald Isley                                                                    |                                                                                      |
| 1989 | Downtown Train Storyteller | DE39 (17 Wo.)DE | — | — | UK10 (12 Wo.)UK | US3 (18 Wo.)US | — | Erstveröffentlichung: November 1989 Original und Autor: Tom Waits (1985)                                               |                                                                                      |
| 1990 | It Takes Two Vagabond Heart | DE22 (14 Wo.)DE | AT15 (10 Wo.)AT | CH10 (8 Wo.)CH | UK5 (8 Wo.)UK | — | — | Erstveröffentlichung: November 1990 mit Tina Turner                                                                    |                                                                                      |
| 1991 | Rhythm of My Heart Vagabond Heart | DE4 (29 Wo.)DE | AT5 (16 Wo.)AT | CH9 (24 Wo.)CH | UK3 Silber · (11 Wo.)UK | US5 (18 Wo.)US | A. C.2 (29 Wo.)A. C. | Erstveröffentlichung: März 1991                                                                                        |                                                                                      |
| 1991 | The Motown Song Vagabond Heart | DE21 (18 Wo.)DE | AT22 (9 Wo.)AT | — | UK10 (8 Wo.)UK | US10 (17 Wo.)US | A. C.3 (29 Wo.)A. C. | Erstveröffentlichung: Juni 1991 mit The Temptations                                                                    |                                                                                      |
| 1991 | Broken Arrow Vagabond Heart | DE71 (6 Wo.)DE | — | — | UK54 (3 Wo.)UK | US20 (20 Wo.)US | A. C.3 (27 Wo.)A. C. | Erstveröffentlichung: August 1991 Autor: Robbie Robertson                                                              |                                                                                      |
| 1992 | Your Song – | — | — | — | UK41 (4 Wo.)UK | US48 (9 Wo.)US | A. C.6 (14 Wo.)A. C. | Erstveröffentlichung: April 1992 Original: Elton John (1970)                                                           |                                                                                      |
| 1992 | Tom Traubert’s Blues (Waltzing Matilda) Lead Vocalist | DE18 (19 Wo.)DE | AT18 (2 Wo.)AT | CH9 (19 Wo.)CH | UK6 Silber · (9 Wo.)UK | — | — | Erstveröffentlichung: November 1992 Original: Tom Waits (1976)                                                         |                                                                                      |
| 1993 | Ruby Tuesday Lead Vocalist | DE57 (5 Wo.)DE | — | — | UK11 (6 Wo.)UK | — | — | Erstveröffentlichung: Februar 1993 Original: The Rolling Stones (1967)                                                 |                                                                                      |
| 1993 | Shotgun Wedding Lead Vocalist | — | — | — | UK21 (4 Wo.)UK | — | — | Erstveröffentlichung: April 1993 Original und Autor: Roy C (Roy Hammond, 1965)                                         |                                                                                      |
| 1993 | Have I Told You Lately Unplugged… and Seated | DE59 (11 Wo.)DE | — | — | UK5 Silber · (9 Wo.)UK | US5 Gold · (22 Wo.)US | A. C.1 (44 Wo.)A. C. | Erstveröffentlichung: April 1993 Original und Autor: Van Morrison (1989)                                               |                                                                                      |
| 1993 | All for Love Die drei Musketiere (O.S.T.) | DE1 Gold · (25 Wo.)DE | AT1 Gold · (18 Wo.)AT | CH1 (27 Wo.)CH | UK2 Silber · (13 Wo.)UK | US1 Platin · (22 Wo.)US | A. C.4 (26 Wo.)A. C. | Erstveröffentlichung: 16. November 1993 mit Bryan Adams & Sting                                                        |                                                                                      |
| 1993 | Having A Party Unplugged… and Seated | — | — | — | — | US36 (20 Wo.)US | A. C.6 (26 Wo.)A. C. | Erstveröffentlichung: Dezember 1993 mit Ronnie Wood                                                                    |                                                                                      |
| 1995 | Leave Virginia Alone A Spanner in the Works | — | — | — | — | US52 (12 Wo.)US | A. C.10 (12 Wo.)A. C. | Erstveröffentlichung: Mai 1995 Autor: Tom Petty                                                                        |                                                                                      |
| 1995 | You’re the Star A Spanner in the Works | DE53 (10 Wo.)DE | — | CH30 (7 Wo.)CH | UK19 (6 Wo.)UK | — | — | Erstveröffentlichung: Mai 1995                                                                                         |                                                                                      |
| 1995 | Lady Luck A Spanner in the Works | DE65 (10 Wo.)DE | — | — | UK56 (2 Wo.)UK | — | — | Erstveröffentlichung: August 1995                                                                                      |                                                                                      |
| 1995 | This A Spanner in the Works | — | — | — | — | — | A. C.33 (5 Wo.)A. C. | Erstveröffentlichung: Oktober 1995                                                                                     |                                                                                      |
| 1996 | So Far Away – | DE74 (10 Wo.)DE | — | — | — | — | A. C.2 (29 Wo.)A. C. | Erstveröffentlichung: Januar 1996 Original: Carole King (1971)                                                         |                                                                                      |
| 1996 | Purple Heather A Spanner in the Works | — | — | — | UK16 (6 Wo.)UK | — | — | Erstveröffentlichung: Mai 1996 mit The Scottish Euro ’96 Squad                                                         |                                                                                      |
| 1996 | If We Fall in Love Tonight | DE70 (9 Wo.)DE | — | — | UK58 (2 Wo.)UK | US54 (20 Wo.)US | A. C.4 (27 Wo.)A. C. | Erstveröffentlichung: Oktober 1996                                                                                     |                                                                                      |
| 1998 | Ooh La La When We Were the New Boys | DE73 (9 Wo.)DE | — | — | UK16 (5 Wo.)UK | US39 (20 Wo.)US | A. C.3 (27 Wo.)A. C. | Erstveröffentlichung: Mai 1998 Original: The Faces (1973)                                                              |                                                                                      |
| 1998 | Rocks When We Were the New Boys | — | — | — | UK55 (2 Wo.)UK | — | — | Erstveröffentlichung: August 1998                                                                                      |                                                                                      |
| 1998 | When We Were the New Boys | DE75 (9 Wo.)DE | — | — | — | — | — | Erstveröffentlichung: September 1998                                                                                   |                                                                                      |
| 1999 | Faith of the Heart Patch Adams (O.S.T.) | — | — | — | UK60 (2 Wo.)UK | — | A. C.3 (26 Wo.)A. C. | Erstveröffentlichung: April 1999                                                                                       |                                                                                      |
| 2000 | Run Back into Your Arms Human | DE74 (9 Wo.)DE | — | — | — | — | — | Erstveröffentlichung: Oktober 2000                                                                                     |                                                                                      |
| 2001 | I Can’t Deny It Human | — | — | — | UK26 (3 Wo.)UK | — | A. C.18 (13 Wo.)A. C. | Erstveröffentlichung: März 2001                                                                                        |                                                                                      |
| 2001 | Don’t Come Around Here Human | — | — | — | UK79 (1 Wo.)UK | — | A. C.30 (3 Wo.)A. C. | Erstveröffentlichung: Mai 2001 mit Helicopter Girl                                                                     |                                                                                      |
| 2002 | These Foolish Things It Had to Be You… The Great American Songbook | — | — | — | — | — | A. C.13 (22 Wo.)A. C. | Erstveröffentlichung: Oktober 2002                                                                                     |                                                                                      |
| 2003 | They Can’t Take That Away from Me It Had to Be You… The Great American Songbook                                                                                         | — | — | — | — | — | A. C.27 (6 Wo.)A. C. | Erstveröffentlichung: 1. Januar 2003                                                                                   |                                                                                      |
| 2003 | Bewitched, Bothered & Bewildered As Time Goes By… The Great American Songbook Vol. II                                                                                   | — | — | — | — | — | A. C.17 (16 Wo.)A. C. | Erstveröffentlichung: Oktober 2003 feat. Cher                                                                          |                                                                                      |
| 2004 | Time After Time As Time Goes By… The Great American Songbook Vol. II | — | — | — | — | — | A. C.21 (9 Wo.)A. C. | Erstveröffentlichung: 2004                                                                                             |                                                                                      |
| 2004 | What a Wonderful World Stardust: The Great American Songbook, Volume III                                                                                                | — | — | — | — | — | A. C.13 (26 Wo.)A. C. | Erstveröffentlichung: Oktober 2004 mit Stevie Wonder                                                                   |                                                                                      |
| 2004 | Baby, It’s Cold Outside Stardust: The Great American Songbook, Volume III                                                                                               | — | — | — | — | — | A. C.2 (7 Wo.)A. C. | Erstveröffentlichung: Oktober 2004 mit Dolly Parton                                                                    |                                                                                      |
| 2005 | Blue Moon Stardust: The Great American Songbook, Volume III | — | — | — | — | — | A. C.23 (13 Wo.)A. C. | Erstveröffentlichung: 2005 feat. Eric Clapton                                                                          |                                                                                      |
| 2005 | I’ve Got a Crush on You Thanks for the Memory: The Great American Songbook, Volume IV                                                                                   | — | — | — | — | — | A. C.19 (11 Wo.)A. C. | Erstveröffentlichung: Oktober 2005 mit Diana Ross                                                                      |                                                                                      |
| 2005 | I’ve Got My Love to Keep Me Warm Thanks for the Memory: The Great American Songbook, Volume IV                                                                          | — | — | — | — | — | A. C.22 (4 Wo.)A. C. | Erstveröffentlichung: 18. November 2005                                                                                |                                                                                      |
| 2006 | Have You Ever Seen the Rain? Still the Same… Great Rock Classics of Our Time                                                                                            | — | — | — | — | — | A. C.6 (30 Wo.)A. C. | Erstveröffentlichung: Oktober 2006                                                                                     |                                                                                      |
| 2006 | Fooled Around and Fell in Love Still the Same… Great Rock Classics of Our Time                                                                                          | — | — | — | — | — | A. C.13 (20 Wo.)A. C. | Erstveröffentlichung: 3. November 2006                                                                                 |                                                                                      |
| 2012 | Let It Snow! Let It Snow! Let It Snow! Merry Christmas, Baby | — | — | — | — | — | A. C.1 (7 Wo.)A. C. | Erstveröffentlichung: November 2012                                                                                    |                                                                                      |
| 2012 | Have Yourself a Merry Little Christmas Merry Christmas, Baby | — | — | — | UK51 (2 Wo.)UK | — | A. C.28 (1 Wo.)A. C. | Erstveröffentlichung: November 2012                                                                                    |                                                                                      |
| 2012 | Winter Wonderland Merry Christmas, Baby | — | — | — | — | — | A. C.26 (3 Wo.)A. C. | Erstveröffentlichung: November 2012 mit Michael Bublé                                                                  |                                                                                      |
| 2012 | Merry Christmas, Baby | — | — | — | — | — | A. C.18 (4 Wo.)A. C. | Erstveröffentlichung: Dezember 2012 mit CeeLo Green & Trombone Shorty                                                  |                                                                                      |
| 2013 | She Makes Me Happy Time | — | — | — | — | — | A. C.12 (17 Wo.)A. C. | Erstveröffentlichung: 19. März 2013                                                                                    |                                                                                      |
| 2013 | It’s Over Time | — | — | — | UK91 (1 Wo.)UK | — | — | Erstveröffentlichung: Mai 2013                                                                                         |                                                                                      |
| 2013 | Can’t Stop Me Now Time | — | — | — | — | — | A. C.22 (9 Wo.)A. C. | Erstveröffentlichung: 4. September 2013                                                                                |                                                                                      |
| 2017 | Da Ya Think I’m Sexy? – | — | — | — | — | — | A. C.11 (21 Wo.)A. C. | Erstveröffentlichung: 25. August 2017 feat. DNCE                                                                       |                                                                                      |
| 2018 | Didn’t I Blood Red Roses | — | — | — | — | — | A. C.10 (20 Wo.)A. C. | Erstveröffentlichung: 19. Juli 2018                                                                                    |                                                                                      |
| 2021 | One More Time The Tears of Hercules | — | — | — | — | — | A. C.19 (13 Wo.)A. C. | Erstveröffentlichung: 16. September 2021                                                                               |                                                                                      |
| Folgende Lieder erschienen nicht als Single, wurden aber durch das Album zum Download und Streaming bereitgestellt und konnten somit eine Platzierung erlangen: | | | | | | | | |                                                                                      |
| | | | | | | | | |                                                                                      |
| 2021 | Santa Claus Is Coming to Town Merry Christmas, Baby | DE— aDE | — | — | — | — | — | Charteinstieg: 1. Januar 2021 Original: Harry Reser & His Orchestra                                                    |                                                                                      |

grau schraffiert: keine Chartdaten aus diesem Jahr verfügbar
Weitere Singles
- 1964: Good Morning Little Schoolgirl / I’m Gonna Move to the Outskirts of Town
- 1965: The Day Will Come / Why Does It Go On
- 1966: Shake / I Just Got Some
- 1968: Little Miss Understood / So Much to Say
- 1969: Street Fighting Man
- 1970: It’s All Over Now
- 1971: Every Picture Tells a Story / Reason to Believe
- 1971: Dirty Old Town
- 1972: In a Broken Dream (mit Python Lee Jackson)
- 1977: You’re Insane
- 1981: Gi’ Me Wings
- 1982: Jealous
- 1982: Just Like a Woman
- 1982: Tora, Tora, Tora (Out with the Boys)
- 1982: The Great Pretender (live)
- 1982: Guess I’ll Always Love You (live)
- 1982: I Don’t Want to Talk About It (live)
- 1986: That’s What Friends Are For
- 1986: A Night Like This
- 1989: Dynamite
- 1991: Rebel Heart
- 1991: You Are Everything
- 1993: Cut Across Shorty (live)
- 1995: This
- 1997: When I Need You
- 1998: Cigarettes and Alcohol
- 1998: Superstar
- 2003: I Only Have Eyes for You (mit Ana Belén)
- 2004: Smile
- 2007: It’s a Heartache
- 2009: It’s the Same Old Song
- 2010: My Cherie Amour (feat. Stevie Wonder)
- 2010: I’ve Got You Under My Skin
- 2010: Beyond the Sea
- 2012: We Three Kings (mit Mary J. Blige)
- 2013: Brighton Beach
- 2014: Beautiful Morning
- 2015: Love Is
- 2015: Please

### Als Gastmusiker
| Jahr | Titel Album                        | Höchstplatzierung, Gesamtwochen, AuszeichnungChartplatzierungen (Jahr, Titel, Album, Platzierungen, Wochen, Auszeichnungen, Anmerkungen) | Höchstplatzierung, Gesamtwochen, AuszeichnungChartplatzierungen (Jahr, Titel, Album, Platzierungen, Wochen, Auszeichnungen, Anmerkungen) | Höchstplatzierung, Gesamtwochen, AuszeichnungChartplatzierungen (Jahr, Titel, Album, Platzierungen, Wochen, Auszeichnungen, Anmerkungen) | Höchstplatzierung, Gesamtwochen, AuszeichnungChartplatzierungen (Jahr, Titel, Album, Platzierungen, Wochen, Auszeichnungen, Anmerkungen) | Höchstplatzierung, Gesamtwochen, AuszeichnungChartplatzierungen (Jahr, Titel, Album, Platzierungen, Wochen, Auszeichnungen, Anmerkungen) | Höchstplatzierung, Gesamtwochen, AuszeichnungChartplatzierungen (Jahr, Titel, Album, Platzierungen, Wochen, Auszeichnungen, Anmerkungen) | Anmerkungen                                                                          |
| Jahr | Titel Album                        | DE | AT | CH | UK | US | A. C. | Anmerkungen                                                                          |
| ---- | ---------------------------------- | --- | --- | --- | --- | --- | --- | ------------------------------------------------------------------------------------ |
| 1973 | I’ve Been Drinking –               | — | — | — | UK27 (6 Wo.)UK | — | — | Erstveröffentlichung: April 1973 mit The Jeff Beck Group                             |
| 1985 | People Get Ready Flash             | — | — | CH24 (2 Wo.)CH | UK45 (11 Wo.)UK | US48 (10 Wo.)US | — | Erstveröffentlichung: Juni 1985 Jeff Beck feat. Rod Stewart                          |
| 1991 | My Town Simple Mission             | DE51 (23 Wo.)DE | — | — | UK33 (7 Wo.)UK | — | — | Erstveröffentlichung: September 1991 Glass Tiger feat. Rod Stewart                   |
| 1997 | Da Ya Think I’m Sexy? Happy Hour   | DE15 (22 Wo.)DE | AT9 (14 Wo.)AT | CH21 (12 Wo.)CH | UK7 (10 Wo.)UK | — | — | Erstveröffentlichung: 13. Oktober 1997 N-Trance feat. Rod Stewart                    |
| 2010 | Everybody Hurts Hope for Haiti Now | DE16 (7 Wo.)DE | AT23 (7 Wo.)AT | CH16 (2 Wo.)CH | UK1 Platin · (6 Wo.)UK | — | — | Erstveröffentlichung: 7. Februar 2010 mit Helping Haiti                              |
| 2015 | Everyday At.Long.Last.A$AP         | DE— GoldDE | — | — | UK56 Platin · (9 Wo.)UK | US92 ×3Dreifachplatin · (2 Wo.)US | — | Erstveröffentlichung: 8. Mai 2015 A$AP Rocky feat. Rod Stewart, Mark Ronson & Miguel |

## Videoalben
| Jahr | Titel                                         | Höchstplatzierung, Gesamtwochen, AuszeichnungChartplatzierungen (Jahr, Titel, Platzierungen, Wochen, Auszeichnungen, Anmerkungen) | Höchstplatzierung, Gesamtwochen, AuszeichnungChartplatzierungen (Jahr, Titel, Platzierungen, Wochen, Auszeichnungen, Anmerkungen) | Höchstplatzierung, Gesamtwochen, AuszeichnungChartplatzierungen (Jahr, Titel, Platzierungen, Wochen, Auszeichnungen, Anmerkungen) | Höchstplatzierung, Gesamtwochen, AuszeichnungChartplatzierungen (Jahr, Titel, Platzierungen, Wochen, Auszeichnungen, Anmerkungen) | Höchstplatzierung, Gesamtwochen, AuszeichnungChartplatzierungen (Jahr, Titel, Platzierungen, Wochen, Auszeichnungen, Anmerkungen) | Anmerkungen                             |
| Jahr | Titel                                         | DE | AT | CH | UK | US | Anmerkungen                             |
| ---- | --------------------------------------------- | --- | --- | --- | --- | --- | --------------------------------------- |
| 1992 | Vagabond Heart Tour                           | — | — | — | UK26 (2 Wo.)UK | — | Erstveröffentlichung: 18. August 1992   |
| 2003 | It Had to Be You… The Great American Songbook | — | — | — | UK14 (35 Wo.)UK | — | Erstveröffentlichung: 2003              |
| 2004 | One Night Only! Live at Royal Albert Hall     | — | — | — | UK4 (203 Wo.)UK | — | Erstveröffentlichung: 13. Dezember 2004 |

## Boxsets
| Jahr | Titel                                                  | Höchstplatzierung, Gesamtwochen, AuszeichnungChartplatzierungen (Jahr, Titel, Platzierungen, Wochen, Auszeichnungen, Anmerkungen) | Höchstplatzierung, Gesamtwochen, AuszeichnungChartplatzierungen (Jahr, Titel, Platzierungen, Wochen, Auszeichnungen, Anmerkungen) | Höchstplatzierung, Gesamtwochen, AuszeichnungChartplatzierungen (Jahr, Titel, Platzierungen, Wochen, Auszeichnungen, Anmerkungen) | Höchstplatzierung, Gesamtwochen, AuszeichnungChartplatzierungen (Jahr, Titel, Platzierungen, Wochen, Auszeichnungen, Anmerkungen) | Höchstplatzierung, Gesamtwochen, AuszeichnungChartplatzierungen (Jahr, Titel, Platzierungen, Wochen, Auszeichnungen, Anmerkungen) | Anmerkungen                                               |
| Jahr | Titel                                                  | DE | AT | CH | UK | US | Anmerkungen                                               |
| ---- | ------------------------------------------------------ | --- | --- | --- | --- | --- | --------------------------------------------------------- |
| 1989 | Storyteller – The Complete Anthology: 1964–1990        | — | — | — | UK23 Gold · (21 Wo.)UK | US54 ×2Doppelplatin · (18 Wo.)US                                                                                                  | Erstveröffentlichung: November 1989 Verkäufe: + 2.500.000 |
| 2007 | The Complete American Songbook Volumes I, II, III & IV | — | — | — | UK13 Gold · (11 Wo.)UK | — | Erstveröffentlichung: Juli 2007                           |

Weitere Boxsets
- 2009: The Rod Stewart Sessions 1971–1998

## Statistik

### Chartauswertung
|                     | DE     | AT     | CH     | UK     | US     |
| ------------------- | ------ | ------ | ------ | ------ | ------ |
| Nummer-eins-Alben   | DE—DE  | AT—AT  | CH—CH  | UK11UK | US4US  |
| Top-10-Alben        | DE13DE | AT12AT | CH6CH  | UK39UK | US17US |
| Alben in den Charts | DE38DE | AT29AT | CH25CH | UK52UK | US43US |

|                       | DE     | AT     | CH     | UK     | US     | A. C.        |
| --------------------- | ------ | ------ | ------ | ------ | ------ | ------------ |
| Nummer-eins-Singles   | DE2DE  | AT1AT  | CH1CH  | UK7UK  | US4US  | A. C.4A. C.  |
| Top-10-Singles        | DE6DE  | AT7AT  | CH11CH | UK27UK | US16US | A. C.23A. C. |
| Singles in den Charts | DE45DE | AT14AT | CH20CH | UK66UK | US50US | A. C.46A. C. |

|                          | DE    | AT    | CH    | UK    | US    |
| ------------------------ | ----- | ----- | ----- | ----- | ----- |
| Nummer-eins-Videoalben   | DE—DE | AT—AT | CH—CH | UK—UK | US—US |
| Top-10-Videoalben        | DE—DE | AT—AT | CH—CH | UK1UK | US—US |
| Videoalben in den Charts | DE—DE | AT—AT | CH—CH | UK3UK | US—US |

### Auszeichnungen für Musikverkäufe
| Land/RegionAuszeichnungen für Musikverkäufe (Land/Region, Auszeichnungen, Verkäufe, Quellen) | Silber       | Gold         | Platin         | Verkäufe    | Quellen |
| -------------------------------------------------------------------------------------------- | ------------ | ------------ | -------------- | ----------- | --- |
| Argentinien (CAPIF)                                                                          | —            | 3× Gold3     | 12× Platin12   | 516.000     | capif.org.ar (Memento vom 31. Mai 2011 im Internet Archive) AR2 (Memento vom 20. August 2011 im Internet Archive) |
| Australien (ARIA)                                                                            | —            | 6× Gold6     | 68× Platin68   | 4.005.000   | aria.com.au |
| Belgien (BRMA)                                                                               | —            | 2× Gold2     | Platin1        | 100.000     | ultratop.be |
| Brasilien (PMB)                                                                              | —            | 4× Gold4     | 5× Platin5     | 880.000     | pro-musicabr.org.br                                                                                               |
| Dänemark (IFPI)                                                                              | —            | —            | 4× Platin4     | 200.000     | ifpi.dk |
| Deutschland (BVMI)                                                                           | —            | 8× Gold8     | 5× Platin5     | 4.250.000   | musikindustrie.de                                                                                                 |
| Europa (IFPI)                                                                                | —            | —            | 4× Platin4     | (4.000.000) | ifpi.org (Memento vom 1. Januar 2014 im Internet Archive)                                                         |
| Finnland (IFPI)                                                                              | —            | Gold1        | —              | 25.623      | ifpi.fi |
| Frankreich (SNEP)                                                                            | —            | 7× Gold7     | Platin1        | 1.300.000   | infodisc.fr snepmusique.com                                                                                       |
| Hongkong (IFPI/HKRIA)                                                                        | —            | Gold1        | 5× Platin5     | 110.000     | ifpihk.org |
| Irland (IRMA)                                                                                | —            | 2× Gold2     | 11× Platin11   | 180.000     | irishcharts.ie |
| Italien (FIMI)                                                                               | —            | Gold1        | —              | 35.000      | fimi.it |
| Japan (RIAJ)                                                                                 | —            | 4× Gold4     | —              | 300.000     | riaj.or.jp |
| Kanada (MC)                                                                                  | —            | 7× Gold7     | 42× Platin42   | 4.215.000   | musiccanada.com                                                                                                   |
| Mexiko (AMPROFON)                                                                            | —            | 2× Gold2     | —              | 100.000     | amprofon.com.mx                                                                                                   |
| Neuseeland (RMNZ)                                                                            | —            | 16× Gold16   | 46× Platin46   | 1.017.500   | aotearoamusiccharts.co.nz NZ2 (Memento vom 24. Juli 2011 im Internet Archive) NZ3                                 |
| Niederlande (NVPI)                                                                           | —            | Gold1        | Platin1        | 150.000     | nvpi.nl |
| Norwegen (IFPI)                                                                              | —            | 2× Gold2     | —              | 35.000      | ifpi.no (Memento vom 5. November 2012 im Internet Archive)                                                        |
| Österreich (IFPI)                                                                            | —            | 5× Gold5     | Platin1        | 175.000     | ifpi.at |
| Polen (ZPAV)                                                                                 | —            | 5× Gold5     | 4× Platin4     | 210.000     | olis.pl |
| Portugal (AFP)                                                                               | —            | 2× Gold2     | 4× Platin4     | 74.000      | Einzelnachweise                                                                                                   |
| Schweden (IFPI)                                                                              | —            | 11× Gold11   | 3× Platin3     | 615.000     | sverigetopplistan.se SE2 (Memento vom 17. Juli 2012 im Internet Archive)                                          |
| Schweiz (IFPI)                                                                               | —            | 2× Gold2     | 2× Platin2     | 150.000     | hitparade.ch |
| Spanien (Promusicae)                                                                         | —            | 5× Gold5     | Platin1        | 320.000     | elportaldemusica.es ES2                                                                                           |
| Ungarn (MAHASZ)                                                                              | —            | Gold1        | Platin1        | 9.000       | slagerlistak.hu                                                                                                   |
| Vereinigte Staaten (RIAA)                                                                    | —            | 12× Gold12   | 41× Platin41   | 48.800.000  | riaa.com |
| Vereinigtes Königreich (BPI)                                                                 | 16× Silber16 | 25× Gold25   | 45× Platin45   | 21.666.000  | bpi.co.uk |
| Insgesamt                                                                                    | 16× Silber16 | 135× Gold135 | 307× Platin307 |             | |